# Sarfaq
Sarfaq [ˈsɑfːɑq] (nach alter Rechtschreibung Sarfaĸ) ist eine wüst gefallene grönländische Siedlung im Distrikt Upernavik in der Avannaata Kommunia.

## Lage
Sarfaq befindet sich an der Nordküste der Insel Qallunaat. Der nächstgelegene Ort ist Nutaarmiut 16 km südsüdwestlich.

## Geschichte
Sarfaq wurde vor 1887 besiedelt. 1916 kalbte direkt vor dem Wohnplatz ein großer Eisberg, wodurch es zu einem Tsunami kam, der Sarfaq traf. Dabei wurden sieben Menschen getötet. Die Überlebenden verließen den Ort und gründeten weiter nördlich den Wohnplatz Appaalissiorfik, an dem 1918 neunzehn Menschen lebten.